# Vladímir Sviridov
Vladimir Georgyevich Sviridov (ruso: Владимир Георгиевич Свиридов; Mineralnye Vody, 13 de octubre de 1955-noviembre de 2023) fue un oficial del ejército ruso y excomandante del 6.º Ejército de las Fuerzas Aéreas y de Defensa Aérea que sirvió de 2005 a 2009, y fue teniente general de aviación.
En noviembre de 2023, fue encontrado muerto junto a su esposa y es parte de las muertes sospechosas relacionadas con Rusia desde la invasión rusa de Ucrania.

## Biografía
Nació el 13 de octubre de 1955 en la ciudad de Mineralnye Vody, Krai de Stávropol. En 1975 ingresó a la Escuela Superior de Aviación Militar de Pilotos y Navegantes de Defensa Aérea de Stavropol, graduándose en 1979. Continuó su servicio como piloto, piloto superior, comandante de vuelo de aviación en el Distrito Militar del Lejano Oriente, comandante de vuelo de aviación, comandante de escuadrón adjunto y comandante de escuadrón de aviación en el Grupo de Fuerzas Soviéticas en Alemania.
En 1992 se graduó en la Academia de la Fuerza Aérea Gagarin. Ocupó los siguientes puestos: comandante adjunto de un regimiento de aviación de bombarderos para entrenamiento de vuelo en los distritos militares de Transcaucasia y del Cáucaso Norte (SKVO), comandante de un regimiento de aviación de bombarderos, comandante adjunto de una división de bombarderos en el Distrito Militar del Cáucaso Norte, comandante de una división de aviación de bombarderos en el Distrito Militar del Lejano Oriente. En 2002 se graduó en la Academia Militar del Estado Mayor de las Fuerzas Armadas de Rusia. Posteriormente fue nombrado comandante adjunto de un ejército de la Fuerza Aérea y de las Fuerzas de Defensa Aérea.
El 6 de junio de 2005, por decreto del Presidente de Rusia, fue nombrado comandante del 6º Ejército de Fuerzas Aéreas y de Defensa Aérea. En 2007, en una entrevista con la revista rusa Take Off, se quejó de que los pilotos recibían una formación insuficiente: «Un piloto debe tener unas 100 horas de vuelo al año para estar completamente preparado para el combate. Sin embargo, esto todavía no es así. El tiempo medio de vuelo en el ejército es actualmente de 25 a 30 horas». En otra entrevista, criticó el bajo nivel de formación de los oficiales, "sin embargo, es muy popular en Rusia", dijo.
Recibió la Orden de la Estrella Roja, la "Medalla al Mérito Militar" y el título de "Piloto Militar Honorario de Rusia" durante su carrera.
En diciembre de 2009, a los 54 años, fue despedido debido a sus duras críticas, y se retiró como teniente general a partir de 2009.

## Muerte
El 16 de noviembre de 2023, fue encontrado muerto en su casa en Andzhiyevsky, en el Krai de Stávropol, a la edad de 68 años, junto con su esposa, Tatiana, de 72 años.
Según las primeras investigaciones, llevaban muertos aproximadamente una semana; según la agencia de noticias rusa RIA Novosti, no había "ningún rastro de muerte violenta". Un mal funcionamiento del sistema de calefacción después de un corte de electricidad provocó su intoxicación por monóxido de carbono. Sin embargo, las mediciones in situ no revelaron que se superara ningún límite de concentración de monóxido de carbono. La pareja tuvo dos hijos.